# Egyptens herrlandslag i rugby union
Egyptens herrlandslag i rugby union representerar Egypten i rugby union på herrsidan.

## Historik
Laget spelade sin första match den 26 oktober 2010 i Kairo, och vann då med 10-5 mot Mauritanien.

### Fotnoter
1. ↑  ”Rugby International”. http://www.rugbyinternational.net/countries/egypt.htm. Läst 26 augusti 2011.